# Por fin no es lunes
Por fin no es lunes fue un programa de radio de España, emitido por la emisora Onda Cero los sábados y domingos en horario matinal y que presenta Jaime Cantizano e Isabel Lobo.

## Formato
El espacio responde al formato de magazine, en el que se combinan entrevistas, música, humor, así como recomendaciones para actividades de ocio, turismo, gastronomía, arte y cine.

## Secciones
- Andrés Moraleda
- Eva García
- Ignacio Varela
- Boris Izaguirre
- Fernando Eiras
- Rebeca Marín
- Sara Escudero
- Pablo Pombo
- Judith González
- Jaime de los Santos
- José Luis Llorente: la salud mental en el deporte
- Código Bibiana, con Bibiana Fernández. Conversaciones con la actriz y showoman sobre temas de actualidad siempre desde el humor y la ironía.[4] Los sábados a las 10:00 horas de la mañana.

- Divulga que algo queda, con Mario Viciosa. Noticias de divulgación científica y técnica.

- Olvido y..., con Alaska. En esta sección la cantante hace un repaso de canciones que a lo largo de la historia han abordado diferentes temáticas. Los domingos a las 10:00 horas de la mañana.

- Sabios de guardia, con Ignacio Varela y Sabino Méndez.

- Bienvenido a mi planeta, con la periodista Marta García Aller, que simula cómo narraría la actualidad a un extraterrestre recién llegado.

- Piel de policía, con Carlos Quílez. Reparo de noticias de crónica de sucesos.

- Marta Flich. Conversaciones con la conocida youtuber.[5]

- A risas con la Historia, con el grupo Ad Absurdum. Relato en tono ligero de acontecimientos históricos.